# Pelletier
Pour les articles homonymes, voir Pelletier (homonymie).
Un pelletier est un artisan qui pratique le travail de diverses peaux d’animaux, pour le cuir ou la fourrure.